# St. Aegidius (Beichlingen)

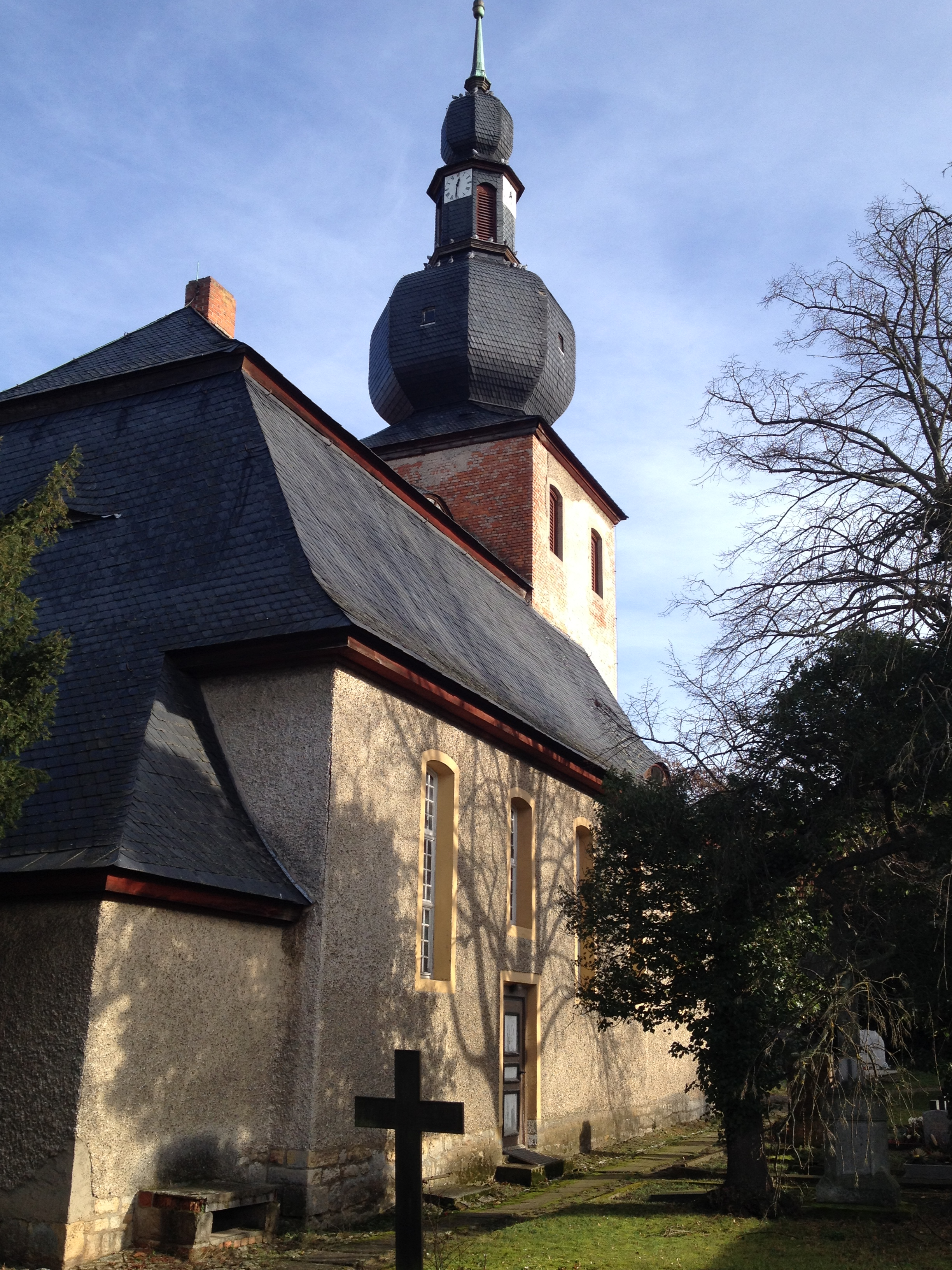
St. Aegidius

Die evangelische Dorfkirche St. Aegidius steht im Ortsteil Beichlingen der Stadt Kölleda im Landkreis Sömmerda in Thüringen.

## Geschichte
Der Vorgängerbau der heutigen Dorfkirche wurde 1710 errichtet, wobei Steine der abgegangenen Monraburg für den Bau verwendet wurden. Eine Inschrift auf einem Stein der Sakristei belegt dieses Baujahr. Die Fundamente sind jedoch noch erheblich älter, was aber beim Neubau nicht wissenschaftlich dokumentiert wurde.
Am Kirchweihfest 1930 fiel die Kirche einem verheerenden Brand zum Opfer und brannte bis auf die Grundmauern nieder. Joachim Fuß berichtet, dass der Brand vermutlich durch eine Verpuffung im Ofen ausgelöst wurde, nachdem die Gemeinde nach dem Gottesdienst zur Kirmesfeier aufbrach.
In den Jahren 1931 bis 1932 ließ Wolfgang Graf von Werthern-Beichlingen (1910–1940) die heutige St.-Aegidius-Kirche auf den Fundamenten des Vorgängerbaus neu errichten. 1932 fand die feierliche Einweihung statt. Heute zählt sie zu den wenigen noch vollständig erhaltenen Kirchenneubauten aus der Zeit der Weimarer Republik in den frühen 1930er-Jahren. 2025 kann dank der Förderung durch die Deutsche Stiftung Denkmalschutz, der Erträge ihrer Treuhandstiftungen sowie der Mittel der Glücksspirale die erforderliche Sanierung von Turm und Kirchendach erfolgen.
Auf dem Kirchhof befindet sich das Erbbegräbnis der Familie von Werthern-Beichlingen. Außerdem werden auf einem Kriegerdenkmal 16 im Ersten Weltkrieg gefallene Männer des Dorfes geehrt.
Die Kirche steht unter Denkmalschutz.